# 크뢰브

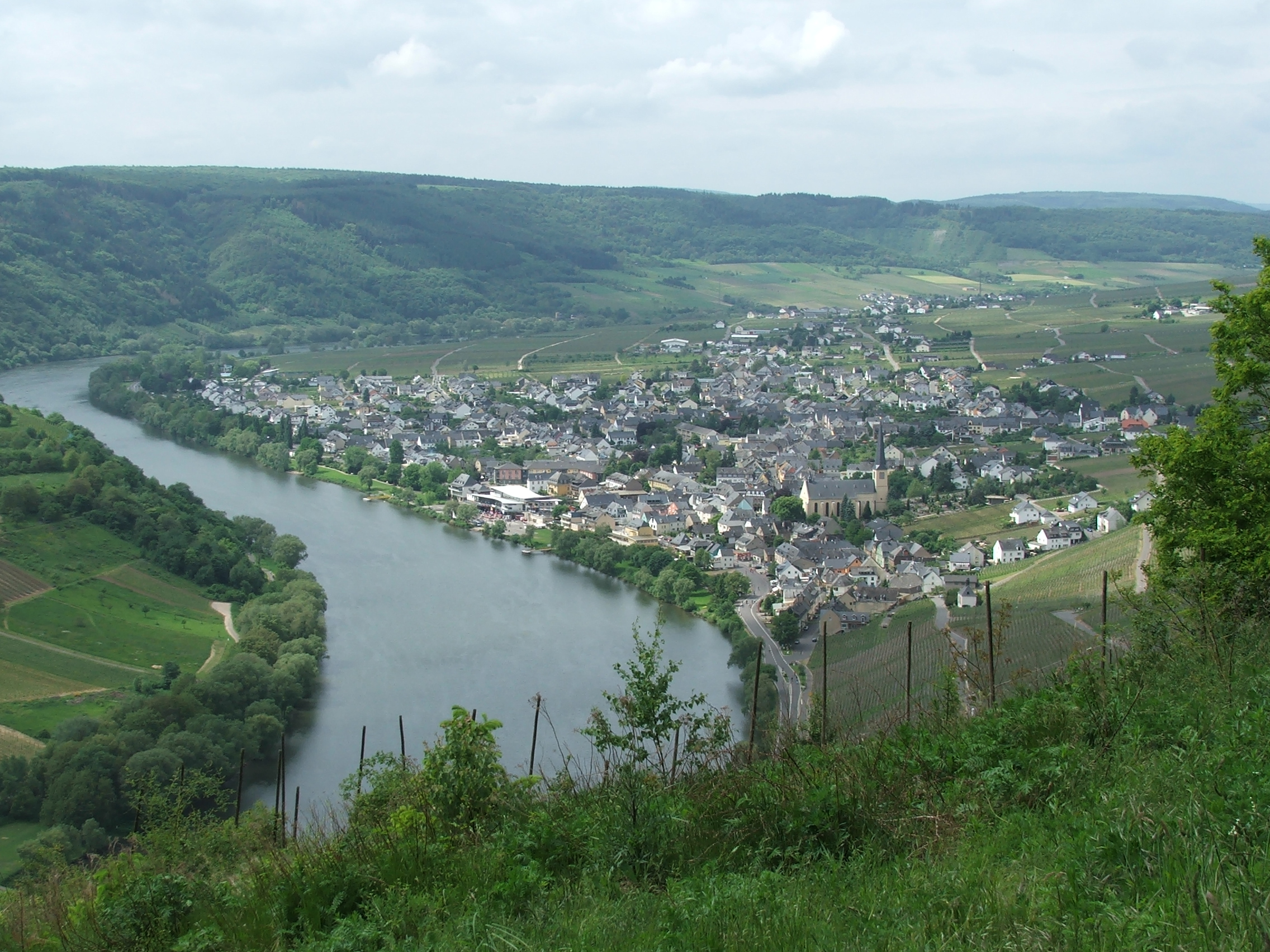
자치체 파노라마

크뢰브(Kröv, 독일어 발음: [kʁøːf])는 오르츠게마인데(독일 라인란트팔츠주의 베른카스텔-비틀리히 지구에 있는 일종의 집단 자치단체인 협회자치체 'Verbandsgemeinde'에 속한 자치단체)이다.

## 저명한 출신
- 발두어 폰 시라흐: 국가청소년지도자